# 調布エフエム放送
調布エフエム放送株式会社（ちょうふエフエムほうそう）は、東京都調布市と狛江市の一部地域を放送区域として超短波放送（FM放送）を行う特定地上基幹放送事業者である。
調布FM（Chofu FM）の愛称でコミュニティ放送を行っている。

## 概要
1998年（平成10年）に開局した。「市民参加型の地域情報受発信基地として機能するラジオステーション」をコンセプトに置き、地域に密着した番組や災害情報・選挙開票情報などを提供し、地域の受発信拠点としての役割を担う。
“ハミングハート”という愛称もあるが、近年はステーションジングルなどで用いられる程度である。
受信可能エリアは、調布市と狛江市、および両市の周辺地域である三鷹市、世田谷区、稲城市、府中市、小金井市、武蔵野市、神奈川県川崎市多摩区の各一部である。J:COM 調布・世田谷（旧・調布ケーブルテレビジョン）で再送信が行われる。
番組の取材も受信可能であれば調布市や狛江市以外でも行われている。

## 沿革
- 1997年（平成9年）6月11日 - 調布エフエム放送株式会社設立。
- 1998年（平成10年）
  - 1月23日 - 放送局（現在の特定地上基幹放送局）の予備免許取得、空中線電力は10W。
  - 3月23日 - 放送局の免許取得。
  - 4月17日 - 開局。
- 2011年（平成23年）4月9日 - SimulRadioに参加、番組配信を開始。
- 2013年（平成25年）8月30日 - SimulRadioサイトの閉鎖（当日中の閉鎖は回避）を受け、エムティーアイが運営するListenRadioによる配信も開始[3]。
- 2014年（平成26年）
  - 3月31日 - SimulRadioのAndroidアプリでの配信が終了[4]。
  - 5月16日 - 公式発表はないが、有料アプリの「FM聴 for Community」および「TuneIn Radio」で聴取可能となる。

## 番組編成
毎日、朝・昼・夕方に放送される生放送ワイド番組を中心に編成されている。
このほか、市民制作番組の枠が夜間にある。
2018年から元日の放送に限り、通常の生放送ワイド番組を休止し、『ミュージックセレクション』としてテーマに沿った音楽のみを放送する編成となっている（生放送が編成されていない時間帯は通常通り）。
自社制作番組以外の時間は、ミュージックバードの番組を放送しているが、コミュニティチャンネル以外の音楽放送を利用する時間も多い。
深夜も含めて全曜日24時間放送を行っており、定時で放送を休止することは無い。ただし、年に1～2回程度メンテナンスのため深夜の時間帯に放送を休止することがあるが、その場合は土曜日の夜～日曜日の早朝にかけて停波することが多い。

### 自主制作番組

#### ワイド番組
ワイド番組は原則生放送であるが、番組内のコーナーは事前収録の場合がある。また、番組内で適宜、交通情報、天気予報が放送される。
- 調布・朝の光と風[5]
  - 平日朝の生ワイド番組。7:00 - 10:00。ニュースと生活情報が中心。
  - メインパーソナリティは元茨城放送アナウンサーの遠藤理と小堺由美子。
- Chofu Music Channel
- 10:00 - 12:00、16:15 - 17:00。幅広い邦楽をノンストップで放送。
- 午後のカフェテラス[6]
  - 平日午後の生ワイド番組。12:00 - 15:00。開局当初より続く番組の一つ。
- ゆうがた5[7]
  - 2014年4月に放送を開始した平日夕方の生ワイド番組。17:00 - 19:00。
  - 同時間帯に放送されていた「ラベンダークルーズ」を発展解消する形で始まった経緯があり、ラベンダークルーズのパーソナリティも引き続き出演している。出演者ごとにコーナーが異なり、曜日ごとの個性になっている。
- ラジオボンバー[8]
  - 土曜日朝の生ワイド番組。9:00 - 12:00。調布駅前に有るサテライトスタジオからの生放送。
  - 毎週テーマに沿ったメールやFAXを募集する。またTwitterのハッシュタグ「#ラジオボンバー」でツイートされたテーマもメールと同様にとりあげる（一連のツイートは後にTogetterにまとめられる）。ただし月の最終土曜日のみテーマを設けず、リクエストに制限を設ける「三昧スペシャル」を行う。
- あしたどーする調布オンサタデー[9]
  - 土曜日夕方の生ワイド番組。16:00 - 18:00。パーソナリティは、小菅宏・手島隼・北薗健太のうち、毎週2名が出演する。
  - かつて放送されていた「あかねいろStation」の後継番組にあたる。月一回（各最終週のみ放送）のラジオドラマ「ワンサイドラブストーリー」や、17時台の調布市青少年ステーション「CAPS」から利用者を生インタビューするコーナーなど、あかねいろStationより引き継いでいるものもある。
  - かつては荻野俊太郎（番組卒業）、櫻井結理香がパーソナリティを務めていた。
- たまには日曜日[10]
  - 日曜日の朝生ワイド番組。9:00 - 11:50。「びゅーサン」の後を受け、2017年7月より放送開始。
  - テーマ投稿とリクエストを中心に、「Classic Garden」や「FC東京ライト」、「街角レポート」といったびゅーサンで放送されていたコーナーも継続されている。メインパーソナリティは宮本ゆみ子。
- Happy☆Honey☆Party[11]
  - 日曜日午後の生ワイド番組。14:00 - 16:00。
  - 元々は「あかねいろStation日曜日」が時間帯を移動し、番組名を変更した経緯があり、番組内のコーナーはあかねいろStation日曜日時代から続いているものも多い。
  - パーソナリティはかじこ、畑谷明日香、秦野優子のうち2名が出演する。かつては仁瓶あすかも出演していたが、2017年9月に卒業した。

#### 市民制作番組
- 放課後、ちょっと時間ありますか?（月曜日 22:00 - 23:00）
  - 東放学園専門学校の放送サークル、放送音響科制作。
- 調布の味噌汁CHK風味[12]（水曜日 深夜1:00 - 1:30）
  - 中央大学放送研究会が制作。“各会員が好きなことを喋って好きな曲を流しているゆるーいラジオ番組”をモットーに制作されている。
- カムカム白百合（水曜日 深夜1:30 - 2:00）
  - 白百合女子大学の放送サークル、白百合女子大学放送研究会が制作。この番組を学内で収録する様子が、テレビ東京の『出没!アド街ック天国』の仙川の回にて紹介された。
- DHK第一放送[13]（木曜日 23:00 - 24:00）
  - 電気通信大学の放送サークル、電気通信大学放送研究会が制作。

#### 広報番組
広報番組は全て調布市の情報を周知する内容で、公式聴取エリアである狛江市からの情報を取り上げる事はない。
- 調布市ほっとインフォメーション
  - 月から金・16:00 - 16:15ごろ、13:30 - 13:45、17:30 - 17:35、16:00 - 16:15、21:00 - 21:15、土日 17:30ごろ。
  - 調布市の広報番組　お知らせやスポーツ・催しなどの情報を放送。平日16時台と21時台以外の時間帯、および土日はワイド番組に内包されるため時間が多少前後する。平日16時台と21時台は13時台の再放送。

- 調布わくわくステーション[15]
  - 月曜日 21:45 - 22:00。NPO法人調布市民放送局が制作。調布にゆかりのあるゲストのインタビュー番組。

- 生涯学習・市民活動のススメ
  - 日曜日 11:50 - 12:00（再放送）水曜日 10:00 - 10:10。調布市生涯学習情報コーナーが制作。

#### その他の番組
- 竹本孝之 Song for TOMORROW[16]（火曜日 21:30 - 22:00）
  - 「重箱の隅ばかりつつく、日常生活共感系ラジオ」をキーワードとする番組。パーソナリティは竹本孝之。全国の県域局・コミュニティFM局に番販ネット。栃木放送ではradikoで聴取可能。
- まるごとFC東京[17]（火曜日 22:00 - 22:30）
  - FC東京の試合結果と試合後のインタビューを中心にFC東京サポーターへ向けた情報を伝える。パーソナリティは藤田京子。
- サカガミと魔法のラジオ[18]（火曜深夜 0:30 - 1:00）
  - 魔法のラジオが呼び出したゲストの活動内容や、ゲストにとっての「魔神（ジーニー）」や「悪い魔法使い（ジャファー）」についての話を聞いたり、作品を放送したり、夢を叶えるための誓いを起ててもらうことで、ゲストの夢の実現をお手伝いする番組。
- 住田愛子のホップステップジャンプ（第3週 水曜深夜 0:00 - 0:30）
  - 音楽家・住田愛子が、Twitterで募集テーマを募り、そのテーマでトークする番組。
- 調点～落語之RADIO～[19]（金曜日 22:00 - 23:00）
  - 調布FM で放送している落語番組。週替わりで落語家が変わる。
- セ・ラ・ヴィ[20]（日曜日 8:00 - 9:00）※（第2・4・5週は再放送）※宗教番組
- ケニー大倉のポップンロールコレクション[21]（土曜日 12:00 - 13:00）
  - パーソナリティは音楽ユニット・J-BLOODのケニー大倉。全国の県域局・コミュニティFM局に番販ネット。2024年10月5日から、「ポップンロールコレクション」番組リニューアル。「Thank you ケニー much!」では、ケニーが感謝する人に思いを伝え、一曲お送りする「ポップンロール情報局」での岩下賢一郎アナウンサーが、長野県の観光名所を現地レポートする。毎月、現場リポートでのお土産を、リスナーへのプレゼントが行われる。
- しあわせナビゲーター安藤房子のハッピー・パラダイス[22]（土 19:00 - 19:15）
  - 恋愛心理研究所所長・作家の安藤房子によるラジオ番組。
- Breezing Travelogue 森田みきの音楽の旅（土 19:15 - 19:30）
  - シンガーソングライター・森田みきが、毎回、音楽にまつわるゲストをお呼びしてトークする番組。
- 谷山浩子ノセカイ[23]（土曜日 21:00 - 21:30）
  - 谷山浩子の楽曲「だけ」を放送する音楽番組。パーソナリティは、同局の袴田荘之介ディレクター。
- スターダスト・レビューの星になるまで（土曜日 23:00 - 23:30）
  - 音楽グループ・スターダストレビューのボーカル・根本要以外のメンバー3人が出演する。
  - 当局がキー局を務め、全国のコミュニティFM局に番販ネットしている。
- 宵いオト[24]（土曜日 23:30 - 24:00）
  - 調布市の魅力や地元の話題、観光名所、歴史、文化などをテーマに、リスナーがまるでバーのカウンターで耳を傾けるような感覚で楽しめるラジオ番組。
- TOYONO moda brasil[25]（日曜日 13:00 - 13:30）
  - パーソナリティは日本を代表するブラジル音楽ヴォーカリストであるTOYONO。古き良き時代から現代までのブラジル音楽（ボサノヴァ、サンバなど）の名盤やアーティストを最新のブラジル情報とともに紹介する。
- 調布音楽館[26]（日曜日 18:30 - 19:00※第1日曜・最終日曜を除く）
  - 調布FMの知る人ぞ知るマニアックな音楽番組。パーソナリティは、女優の原仁美。
- 花野のチョウフツーなんてつまらない！[27]（毎月第1週の日曜日 18:30 - 19:00）
  - 歌うバイク女子 シンガーソングライター・花野（かの）が、好きなものを紹介したり、お悩みにお応えする番組。コーナーは、わたしがあれを好きな理由・ポンコツお悩み相談室などがある。
- 気にしなんな～ゆるっとラジオ（日 19:30 - 19:45）
- ホワイトヴェールの幸せ時間（日 19:45 - 20:00）
  - ホワイトヴェール[28]の杏菜によるラジオ番組。
- モトブルのラジオ～スポットライト～（日曜 20:30 - 21:00）
  - SDGsの活動をフィーチャーするラジオ番組。当局の他、HitsFMでも放送される。
- 松本佳子のLovely JAZZ[29]（日曜日 21:00 - 22:00）
  - ゲストとジャズボーカリスト・松本佳子とのトーク＆音楽番組。
- GO NAKAGAWAのMoonlight Music（日曜日 22:00 - 22:30）
  - 47都道府県をインストアライブ&イベントライブで歌いきりその後海外へ飛び出す想定のアーティスト&ラジオパーソナリティのGO NAKAGAWA YOUTUBEのラジオ番組。
- あなたとつくる最幸な人生「今を生きる」ラジオ（日 深夜1:00 - 1:30）
  - 今を生きる！素敵なゲストをお招きしたり、パーソナリティNAOが、気まぐれでベラベラと1人語りをのんびりまっーたりお届けするラジオ番組。

### ミュージックバード制作番組
生放送
- Morning Community（月 - 金 6:00 - 7:00）
- アフタヌーン・パラダイス（月 - 木 15:00 - 16:00）
- 水萌みずのユニ×カルラジオ（水 20:00 - 21:00）
- @FRIDAY！（金 14:00 - 16:00）
- シビルトーン♪～素敵な週末～（土 7:00 - 8:00）
- あの頃青春グラフィティ（土 13:00 - 16:00）
- おはようサンデー（日 7:00 - 8:40）
- ロコラバ-Loco Lovers-（日 12:00 - 12:30）

同時放送
- JAZZ VOCALの夜（月 - 金 3:00 - 4:00）
- slow life, slow music（月 - 金 4:00 - 5:00）
- Morning Stream （月 - 金 5:00 - 6:00）
- Morning Community（月 - 金 6:00 - 7:00）
- 森雅紀の目覚ましラジオ（土 5:00 - 5:30）
- Hawaiian BreezeRadio KZOO in Honolulu（土 6:00 - 7:00）
- 湘南ベース（日 2:00 - 3:00）
- Power Up More Nippon（日 4:00 - 5:00）
- 目覚めの時間～ヨグマタ相川圭子のアセンションプリーズ（日 5:30 - 5:55）
- メディアドゥ＆トーハン Presents 本屋さんへ行こう（日 12:30 - 12:55）
- JP TOP20（日 16:00 - 18:00）
- E-LOUNGE MUSIC PLACE（日 19:00 - 20:00）
- Music Hot Flavor（日 23:00 - 翌0:00）
- バクホミのB.A.C Night!!（月 1:30 - 2:00）
- 美加のNice'n Easy Time（月 2:00 - 3:00）

時差放送
- 週刊メディア通信（水 19:00 - 20:00）
- 花*花Style（木 22:00 - 22:30） - BAN-BANラジオ制作
- 日本全国 石原まさし『まさしのミュージックチャンプルー』（土曜 18:00 - 19:00）
- 大塚商会Presents Kazuo Yoshida's BOSSAMANIA（土 20:00 - 20:55）
- 尾坂局長とたーなー先生の夢カナRADIO～夢の途～（土 21:30 - 22:00）

ミュージックバード専門チャンネル
- スター名曲選
- 『123chTHE 青春歌謡』

月 20:00 - 21:00
- JAZZ SELECTION
- 『120ch SWING EASY』

土（金曜深夜） 深夜 3:00 - 4:00
日（土曜深夜）  深夜 3:00 - 4:00
月（日曜深夜）  深夜 3:00 - 5:00

### その他
コミュニティFM制作
- インデーズ・アロー（月　深夜 2:00 - 3:00） - FMはつかまち制作
- 望月琉叶のいっぱいしゃべってええんかい（第2週 水　深夜 0:00 - 0:30） - FMサルース制作
- 益子直美の怒ってはいけないラジオ - （火　深夜 1:00 - 1:30） - レディオ湘南制作
- 徳島LSC 源純夏のWoter side Now!（火　深夜 1:30 - 2:00） - FMびざん制作
- ダブルグッチーのなまら同窓会（火　深夜　深夜 2:00 - 2:30） - FMいるか制作
- きゅんです！サイエンス（木 2:00 - 3:00） - ボイスキュー制作
- 渡辺俊美のINTER PLAY（木 2:00 - 3:00） - FMおだわら制作
- めんそーれ読谷（土 1:00 - 2:00） - FM読谷制作
- 伊倉ゆうの「今夜もととのいたい!!」（金 2:00 - 3:00） - MID-FM制作
- アイパー滝沢のホゥ！リー・ナイト・フィーバー（土 2:00 - 3:00） - REDS WAVE制作
- みすゞさんと明るいほうへ（日 5:00 - 5:30） - しゅうなんFM制作
- 吉祥寺アンリミテッド（月 深夜1:00 - 1:30） - むさしのFM制作

FM FUJI制作
- 青木美沙子と永井杏樹のロリータの世界へようこそ（第4週 水 深夜 0:00 - 0:30）

J-clamp制作
- 電大のラジオよかった（月 19:00 - 19:30）
- ミュージックデリバリー（月 深夜1:00 - 2:00） - レインボータウンFMキー局
- 堀江淳のファインミュージックアワー（金 21:30 - 22:00） - かつしかFMキー局
- ジンケトリオ（日 13:30 - 14:00）
- EmiLyのおしゃれフリーク（日 20:00 - 20:30） - かつしかFMキー局・j-clamp制

マール制作
- ドクターごとうの食べるLABO（木 19:00 - 19:30）
- ドクターコータローの健康雑学!（木 19:30 - 19:45）

フィリック・フォビック制作
- ラグビーカフェオンレディオ（火　22:30 - 23:00）

リルピィズ制作
- リルピィズのピピピラジオ（水 深夜0:30 - 1:00）

OH MY company制作
- 東京オアシス（木 1:00 - 1:30）

HppRecords制作
- ハップレコーズアーティストラジオ（木 深夜0:00 - 1:00）

ソリディア制作
- The AIZの心にビビッと！（土 深夜 1:00 - 1:30）

ミュージックバンカー制作
- Music Bunker★Σ（シグマ）
  - 合格総合研究所＜ゴウカクソウケン＞!（火 19:00 - 19:30）
  - ドリームワークス（火 19:30 - 20:00）
- Music Bunker★Z（ゼータ）
  - MIDDLE-AGE-CAFE（木 20:00 - 20:30）
  - あゆぴこのブッ飛びラジオ（木 20:30 - 21:00）
- Music Bunker★ε（イプシロン）
  - 本音で行こうぜ!!（土 22:00 - 22:30）
  - 東京バイアス大学（土 22:30 - 23:00）
- Music Bunker★α（アルファ）
  - Midnight Baseball（日 深夜0:00 - 0:30）
  - 輝く月夜のTea time（日 深夜0:30 - 1:00）

D2Frontier制作
- Working Bar 月詠, Supported by SHI-SO（木 19:45 - 20:00）

フラスコオンラインEXPO制作
- 福本衣李子の伝説の女将は「愛と肝っ玉」（金 19:45 - 20:00）
- フラスコオンラインEXPOアワー（月 深夜0:00 - 0:30）
  - FOEXミュージックチャンネル（1、2、5週）（月 深夜0:30 - 0:45）

影丘 道制作
- スナック彩花（水 23:15 - 翌0:00）
- 白神さきのSinging Night（第2・4金曜 20:45 - 21:00）

ゆめのたね放送局制作
- 虹のラジオ（金 23:30 - 翌0:00）

AstralBlaz制作
- ちょこまに放送局＋（土 深夜0:00 - 1:00）

ENPolaris制作
- ぶいらじ!！（日 22:15 - 22:30）

他社制作
- てらことドンの 食事はいつもネギ抜きで（月 19:30 - 20:00）
- マニアック!！（第1・3月 21:30 - 22:00）
- 塚ちゃんねるGTR（第2・4月 21:30 - 22:00） - 刈谷市の中古車販売業者の番組。
- やすのび・ちほの最近どうよ?（第5月曜 21:39 - 22:90）
- ねじクリMAP改（月 23:00 - 23:15）
- 吉田由美のあなたと私のクルマ時間（月 23:15 - 23:30）
- ハンサム王国（月 23:45 - 翌0:00）
- 相州雅屋プレゼンツ・ラフチャージRADIO（火 深夜0:00 - 0:30）
- サカガミと魔法のラジオ（火 深夜0:30 - 1:00）
- 町田政則の語りの小部屋（火 20:00 - 21:00）
- GSMチャンネル（火 20:00 - 21:00、23:00 - 23:15、水 22:30 - 23:30、木、木 22:45 - 23:00、金 19:00 - 19:15、第1・3・5金曜 20:45 - 21:00、24:30 - 24:45、土 19:30 - 20:00、日 深夜1:30 - 2:00、月 深夜0:45 - 1:00）
- 架空の庭の物語 season3（火 23:15 - 23:30）
- NMCTのやっぱりラジオだよね!（火 23:30 - 23:45）
- あっきーとみょうがのChill Smash!!（火 23:45 - 翌0:00）
- 石垣島のぶっちゃけゆんたくタイム（水 21:30 - 22:00）
- GLS Healing Feeling（水 22:00 - 22:30）
- 玉響の月（水 23:00 - 23:15）
- happy smile ～世界を変える魔法～（木 深夜0:00 - 0:15）
- 瓜生和成大久保ニュー・歌謡選抜（木 深夜0:15 - 1:30）
- GBのおおきに空間（木　深夜 1:30 - 1:45）
- なんかいってますよ？ラジオ（水　深夜 1:45 - 2:00）
- りょーとゆっきーのルイボスティーを飲みながら（木 22:30 - 22:45）
- こまつ&めつぎのちゃぶ台CHA-CHA-CHA!（金 19:30 - 19:45）
- ミートTheゆっきー!（土 深夜 1:45 - 2:00）
- Heat Meets Box（日 22:30 - 23:00）

### 特番・不定期放送
地元のイベントやスポーツ中継で特番が編成される事が有る。また2012年からイベントなどに関わらない独自の特番を編成するようになった。
- 調布市花火大会生中継
  - 花火師を解説に招き、調布市花火大会の実況生放送を行う。
- FC東京サッカー中継
  - 調布市にある味の素スタジアムをホームスタジアムとするFC東京主催の試合を実況生中継。2014年まではエフエム西東京にネットされていた。
  - 解説は元サッカー日本代表監督の石井義信が担当していたが、現在はFC東京普及部長の湯浅理平が主に担当している。
  - 味の素スタジアム以外（国立競技場・駒沢競技場など）で行われる試合はFC東京主催でも中継はないが、2009年11月3日に国立競技場で行われた2009Jリーグヤマザキナビスコカップ決勝・FC東京対川崎フロンターレ戦と2021年1月4日に国立競技場で行われた2020JリーグYBCルヴァンカップ決勝・柏レイソル対FC東京戦は例外的に中継が行われ、いずれもFC東京優勝の瞬間が伝えられた。また2011年11月6日は、平塚競技場から湘南ベルマーレ対FC東京戦の中継を行った。
  - 以前はSimulRadioでは聴取できなかったが、2012年5月より聴取可能になっている。ListenRadioではサービス開始より聴取可能。
- アニソン特番
  - アニメソングを長時間にわたり放送する生放送特番。
  - 2012年の元日に「お正月アニソン特番」として初めて放送された。この時は突発的に放送されたが好評を博し、2012年8月5日に2回目となる「真夏のアニソン特番」を放送。以後元日と7月末または8月上旬の年2回放送されていた。2017年からは放送スケジュールの見直しに伴い不定期での放送に変更[30]。以降放送されていなかったが、2018年8月19日に開局20周年特番として約2年ぶりに放送され[31]、2019年4月29日にも平成時代が終わることに伴い同時代の楽曲のみに絞った形で放送されている[32]。2020年8月22日にも「2020年調布FM真夏のアニソン特番」が放送されている[33]。
  - 放送時間は、初回放送時は8時間30分だったが、2回目以降は12時間である。放送時間を2分割し、前半は1999年以前、後半は2000年以降の曲を対象にリクエストを受け付ける。なお、2019年4月29日の放送は平成時代のアニメソング限定とし、12時間フル体制で放送された。また、放送された楽曲はすべて公式ホームページに掲載されている。
  - 毎回ネットからの聴取が多いため、番組開始直後からサイマルラジオでは聴取制限がかかる場合があり、ListenRadioでの聴取を案内していることがある[34]。また、本特番の派生番組として、その年に放送・上映された作品のアニメソングを振り返る「調布FMアニソン忘年会」が、2019年から毎年12月下旬の4時間特番として放送されている[35][36][37][38]。
- レコードパラダイス
  - 2012年9月、レコード音源のみを放送する特番として12時間の生放送が行われた。
  - 音源はリスナーより事前にレコードの提供を各番組内にて募集を行い、約3000枚のレコードが集まった。この特番も、放送された楽曲はすべて公式ホームページに掲載されている。
  - 2014年3月には2回目の放送が行われた。また、同時期に社屋のある調布市文化会館たづくりの展示室で寄贈を受けたレコードの一部を展示する「レコードジャケット展」も開催されている[39]。
- 調布FM - The Movie
  - 開局15周年記念として2013年4月21日に放送された映画音楽特番。調布に映画産業が多いことから「映画音楽」がテーマとして取り上げられた。放送は朝9時から午前0時まで15時間を生放送。
  - 2017年9月、調布駅前の商業施設（トリエ京王調布）にシネマコンプレックスが開業するのにあわせて、同年9月23日と24日に第2弾として「調布FM - The Movie2」を放送。

### 放送が終了した番組
- わくわくoh!サンデー
  - 日曜日午後の生ワイド番組。13:00 - 15:00。出演者がミュージシャンであり、音楽を話題にしたコーナーが多かった。
- e-tama
  - 土曜日の午後に多摩地区コミュニティ放送局3局（調布FM、むさしのFM、FM西東京）にて同時放送されていた生ワイド番組。13:00 - 15:00。
  - 番組終了間際にはFMたちかわにもネットされており、4局での共同制作番組であった。なお、この番組を最後に共同制作枠は消滅した。
- FM音楽工房（平日 10:00 - 11:54、15:00 - 17:00 他番組の再放送などにより曜日により放送時間の変動する）
  - J-POPを中心とした選曲を放送していた。現在はミュージックバードのコミュニティFM枠を放送。午前中の放送では30分おきに交通情報、1時間おきに天気予報を放送していた。
- 斉木しげるの浪漫素（土 22:00 - 23:00）
  - パーソナリティはシティボーイズのメンバーで俳優・タレントの斉木しげるとグラビアアイドルの川奈栞。
- ミズノフットサルライフ（隔週火 22:30 - 23:00）
  - フットサル情報を施設スタッフより発信
- 桐朋エンタ・キャンパス!!（水 22:00 - 23:00）
  - 桐朋学園芸術短期大学が制作。
- ラベンダークルーズ
  - 平日夕方の生ワイド番組。17:00 - 19:00。18:30からは「ミュージックセレクション」と称して、曜日ごとのテーマに沿った楽曲を取り上げる。
  - 開局当初より継続していた番組だが、2014年3月をもって終了した。
- 髙寺成紀の怪獣ラジオ（金曜日 24:00 - 25:00）
  - 元東映、現角川大映スタジオのプロデューサーである髙寺成紀がパーソナリティーを務める特撮トーク番組。市制施行60周年記念特別番組として2015年5月1日から2016年3月25日まで放送。2018年10月から毎月最終土曜日 13:00 - 14:00の番組として復活。
- 髙寺成紀の怪獣ラジオ（昼）（毎月最終土曜日 13:00 - 14:00）
  - 毎月最終土曜日 13:00 - 14:00。パーソナリティーは髙寺成紀、仁瓶あすか。
  - 「映画のまち調布」に因み、映画にまつわるトークをメインにしながら、シアタス調布の新作映画情報や角川映画、ガチョラの情報なども併せて放送していた。2022年12月31日の放送をもって休止。2023年04月30日に番組Twitterより再開見送りが告知された。
- バスケが魅たい!サンレーヴスラジオ（水曜日 21:30 - 22:00）
  - 調布市内に事務所を置くプロバスケットボールチーム・東京サンレーヴスの応援番組
- アントキの猪木 わっしょい!JAPAN（土曜日 22:00 - 23:00）
  - 全国のコミュニティFMで放送されるバラエティ番組。メインパーソナリティは岩下生佳。2016年9月をもって番組終了。
- 桑田靖子 JOYFUL PASSPORT（日曜日 12:00 - 13:00）
  - トークを中心に音楽を交えて送る番組。北海道から九州まで幅広く放送していること、ゲストは桑田のアイドル時代を知る者が多く今だから話せる当時の秘話が語られることが多いのが特徴。
  - アシスタントは中島理絵子、ディレクターは元IBC岩手放送の岩下生佳がつとめる。
- びゅーサン
  - 日曜日の朝生ワイド番組。9:00 - 11:50。メインパーソナリティは岩下生佳。
  - 様々な地方の観光地や食べ物をとりあげる“カントリー・ロード”というコーナーがあり、そこで取り上げた場所の名産品を“月間賞”として聴取者にプレゼントしている。
  - 岩下のつながりや趣味で宮原学やはちきんガールズ、Chelipなどセミレギュラーとも呼べるゲストがおり、それを目当てに聴くリスナーも存在した。
  - 岩下の栃木放送への移籍に伴い、本人の出演は2017年5月をもって終了。番組自体も2017年6月をもって終了した。
- 乙三、 大竹創作のわっしょい!JAPAN（日曜日 12:00 - 13:00）
  - 同名の番組を出演者変更、時間移動する形で2016年10月より放送開始。
  - メインパーソナリティは乙三の大竹創作。サブパーソナリティははちきんガールズの石川彩楓。ディレクターは岩下生佳が務めていたが、前述の通り岩下の移籍に伴い、2017年6月の放送をもって終了。
- あかねいろStation
  - 土曜日夕方の生ワイド番組。16:00 - 18:00。以前は日曜日にも放送が行われており、番組名の後ろに曜日をつけることで区別していた。
  - 特定のテーマに沿った楽曲を放送する「うたラボ」やパーソナリティごとの週代わりコーナーとテーマ投稿を中心に番組を構成。17時台には調布市青少年ステーション「CAPS」から利用者を生インタビューするコーナーがあった。
- TOKYO 12 RADIO
  - 旧番組名は「TOKYO LA12 RADIO（トーキョー・ラドセ・レディオ）」。FC東京サッカー中継開始の2時間前から放送される1時間の生番組。調布駅前のサテライトスタジオから放送されていた。パーソナリティは植田朝日とDEN。
  - サポーターの視点から、FC東京の最新最新情報や選手・スタッフへの取材素材などを交えながら、ざっくばらんなトークを送っていた。また試合直前ということでFC東京のベンチ入りメンバーもアナウンスされていた。
  - 17年間放送されていたが、2020年8月15日をもって放送休止となった[40]。
- 栗山夢衣の初体験ラジオ「ちょ〜ふあんです。」（毎月最終日曜日 23:00 - 24:00）
- スルースキルズの甘い言葉で罵って（毎月第2日曜日 23:00 - 24:00）
  - 前述の「ちょーふあんです。」内で放送されていたコーナーから独立する形で2015年3月から開始。放送開始前の2015年1月11日に特別番組を放送し、放送中に50通以上のメールが来たため、レギュラー化に至った（50通未満だった場合は「ちょーふあんです。」内のコーナーが終了する予定だった。）。
  - 2015年9月は13日の他に20日も放送を予定していたが、送信トラブルで放送されなかったため、翌日21日の23時から放送された。しかし、21日の放送はListenRadioで再送信されないトラブルがあったため、22日23時に再放送を行った。これらの送信トラブルを受け、急遽27日15時から生放送を行った。
  - スルースキルズが2017年6月30日で解散することに伴い、番組も終了した。
- 甘い言葉で。。。（毎月第2日曜日 23:00 - 24:00）[41]
  - 前述のスルースキルズの番組から発展して開始された番組。
  - 1時間番組であるが1部と2部で分かれており、各部で出演メンバーが異なる。2018年1月からリニューアルして放送開始[42]。また、調布FMでの本放送の後、北海道名寄市のエアてっし（毎月第3土曜日・20:00 - 21:00）、秋田県大仙市のエフエムはなび（毎月第3日曜日・20:00 - 21:00）、群馬県沼田市のFM-OZE（毎月第3日曜日・20:00 - 21:00）、埼玉県入間市のFMチャッピー（毎月第4月曜日・19:00 - 20:00）でも放送されていた。
- STARTUPS SELECTION TOKYO（金曜日 22:00 - 22:30）
- 河西里音の春夏秋冬Voice☆（土曜日 21:30 - 22:00）
- 『らじぷら』『らじどる』『りさラジ』（週替わりで放送。日曜日 23:00 - 24:00）
- ペットビレッジ調布FM店
  - 調布市に店を構えるペットショップが提供するペットや動物を話題にするトーク番組。
- みんなのらじお
  - NPO法人や学生が持ち回りで番組を放送。
- 子育てラジオ
- なべとあーにゃのぼいすあくと放送部!（土曜日 26:00 - 26:30）
  - パーソナリティーは渡邉誠、横尾彩子[43]。ラジオドラマやトークを通じて時に感動、時に笑いを届けるトークバラエティ番組。
- Virtual Sky Journey（月曜日 22:00 - 23:00）
  - 東放学園専門学校の放送サークル、アナウンス科制作。パーソナリティは小山雄大と芦沢佳純。
- タワレコVと元アナウンサーの○○ラジオ!（金曜日 22:30 - 23:00）
  - タワレコ看板娘V・桜都-oto- × グルテンフリーワッフル・Chaffle's が奏でる二重奏。
- Chofu Space Radio（月曜日 22:00 - 23:00）
  - 東放学園専門学校の放送サークル、放送音響科制作。
- YMOアワー!パブリック・プレッシャー
- PATI PATI CANDY...☆のアイドルパチパチ教育委員会!!（金曜日 22:00 - 22:30）
  - 毎週メンバーが大喜利やクイズなどにチャレンジし、毎週ゲームバトルを展開するアイドルバラエティ番組。
  - moka（委員長）と 各フレーバーから毎週メンバー3名が入れ替わり出演する。
- なことゆーきゃんの、明日なにする?（金曜日 22:30 - 23:00）
  - パーソナリティは、元アナウンサーのゆーきゃん、モデルでタレントの根岸なこ。
  - 明日なにする?をテーマに、土日を楽しく過ごすための情報を紹介するバラエティ番組。
- J-BLOODのポップンロールコレクション（土曜日 12:00 - 13:00）
  - パーソナリティは音楽ユニット・J-BLOODのケニー大倉、大倉弘也。当局と栃木放送の共同制作で、全国の県域局・コミュニティFM局に番販ネット。1か月にわたるゲストとの対談、「ポップンロール情報局」での岩下アナウンサーの現地レポート、リスナー投稿及びリクエスト曲を紹介する。毎月、リスナーへのプレゼントが行われる。
- 調布 四畳半ダイアリー（月曜日 22:00 - 23:00）
  - 東放学園専門学校の放送サークル、放送音響科制作。
- 気分はいつもブルースカイ（毎月最終週の日曜日 18:00 - 19:00）
- 調布音楽館（毎月最終週除く日曜日 18:00 - 19:00）
  - 調布を中心としたエリアで活躍するアーティスト、音楽イベントの楽曲を紹介。この数年は過去のリピート放送になっている。
- ドリームヴォイスコミュニティラジオステーション（日曜日 23:30 - 24:30）
  - 調布駅前のボイスレッスンスクールのメンバーが送る、トークとラジオドラマの番組。
- ハピスピ︎☆ライフ（水 22:30 - 22:45）
- 「スピリチュアルでハッピーに　キラキラ」コンセプトに、スピリチュアルの勉強する番組。
- スタジオ茉莉花プレゼンツ・沖縄の風（第1・3金 20:45 - 21:00）
  - 今回は沖縄中部で活躍されている方々にインタビューし、沖縄の魅力を伝える番組。
- 動物からのメッセージは目からはウロコ。（3、4週）（月 深夜0:30 - 0:45）

## 音声配信
- 話しちゃう?中国語
- 【高寺成紀の怪獣ラジオ（昼）　アーカイブ公開】
- ワンサイドラヴストーリー

## 補足
- 京王線調布駅近くのJ:COMショップ調布駅前店内にサテライトスタジオがあり、いくつかの番組が生放送や番組収録を行っている。
- 局が所在する建物が文化会館のため、文化会館の1階ロビーにて公開収録を行った事がある。
- 2005年6月まで調布パルコ1階にあったサーティワンアイスクリーム店内をサテライトスタジオとして、月1回公開生放送を行っていた。
（現在はサーティワンがパルコから撤退し、現在はIT'S DEMOを経てSABONが入居している）
- 交通情報のBGMに調布市・府中市の風景を歌った荒井由実の「中央フリーウェイ」のインストゥルメンタル（前田憲男 & ヒズ・オーケストラ）を使用している。
- 公式サイトに局の広報WEBコミックとして「ちよちゃん」が連載されている。作品のキャラクターであるちよちゃんとラジ男くんが局のイメージキャラクターとして利用される事が有る。なお、2013年4月以降は更新がなく、休載中と記載されている。